# Falcon (Misisipi)
Falcon es un pueblo del Condado de Quitman, Misisipi, Estados Unidos. Según el censo de 2000 tenía una población de 317 habitantes.

## Demografía
Según el censo de 2000, había 317 personas, 96 hogares y 71 familias residiendo en la localidad. La densidad de población era de 313,8 hab./km². Había 99 viviendas con una densidad media de 98,0 viviendas/km². El 0,32% de los habitantes eran blancos y el 99,68% afroamericanos.
Según el censo, de los 96 hogares en el 49,0% había menores de 18 años, el 18,8% pertenecía a parejas casadas, el 46,9% tenía a una mujer como cabeza de familia, y el 26,0% no eran familias. El 25,0% de los hogares estaba compuesto por un único individuo, y el 8,3% pertenecía a alguien mayor de 65 años viviendo solo. El tamaño promedio de los hogares era de 3,30 personas, y el de las familias de 3,96.
La población estaba distribuida en un 42,6% de habitantes menores de 18 años, un 13,9% entre 18 y 24 años, un 26,8% de 25 a 44, un 9,5% de 45 a 64, y un 7,3% de 65 años o mayores. La media de edad era 22 años. Por cada 100 mujeres había 70,4 hombres. Por cada 100 mujeres de 18 años o más, había 58,3 hombres.
Los ingresos medios por hogar en la localidad eran de 15.694 dólares ($), y los ingresos medios por familia eran 18.333 $. Los hombres tenían unos ingresos medios de 20.250 $ frente a los 14.750 $ para las mujeres. La renta per cápita para la ciudad era de 8.053 $. El 39,0% de la población y el 39,5% de las familias estaban por debajo del umbral de pobreza. El 52,2% de los menores de 18 años y el 25,0% de los habitantes de 65 años o más vivían por debajo del umbral de pobreza.

## Geografía
Según la Oficina del Censo de los Estados Unidos, la localidad tiene un área total de 1,0 km², todos ellos correspondientes a tierra firme.